# Vilayet di Bitola
Il vilayet di Bitola (in turco Vilâyet-i Manastır), fu un vilayet dell'Impero ottomano, nell'area delle attuali Albania, Macedonia del Nord e Grecia.

## Storia
Il vilayet di Bitola venne istituito nel 1864 per effetto delle riforme amministrative ottomane di metà Ottocento. Il vilayet di Bitola venne occupato nel 1912 durante la prima guerra balcanica e poi suddiviso tra Principato di Albania, Regno di Grecia e Regno di Serbia.

## Geografia antropica

### Suddivisioni amministrative
Inizialmente il vilayet di Monastir Vilayet era suddiviso nei seguenti sangiaccati:
- sangiaccato di Manastir
- sangiaccato di Prizren
- sangiaccato di Skopje
- sangiaccato di Dibra
- sangiaccato di Scutari

Dopo le riforme amministrative nel 1867 e nel 1877 alcune parti del vilayet di Bitola venne ceduto al nuovo vilayet di Scutari (1867) e al vilayet del Kosovo (1877).
Sino al 1912 le divisioni amministrative nel vilayet di Monastir furono:
- sangiaccato di Bitola: kaza di Bitola, Prilep, Florina, Kičevo e Ocrida.
- sangiaccato di Serfiğe (tra il 1864-1867 e il 1873–1892): kaza di Serfiğe, Kozani, Elassona, Cuma, Nasliç (moderna Neapoli, Kozani) e Grevena.
- sangiaccato di Dibra: kaza di Debre-i Bala, Mat, Debre-i Zir (la sua capitale era Peshkopi), Rakalar (la regione attorno al fiume Radika).
- sangiaccato di Elbasan: kaza di İlbasan, Gramsh e Peqin.
- sangiaccato di Görice: kaza di Görice, Pogradec, Ersekë (la sua capitale era Ersek) e Kesriye.